# 1703 mic

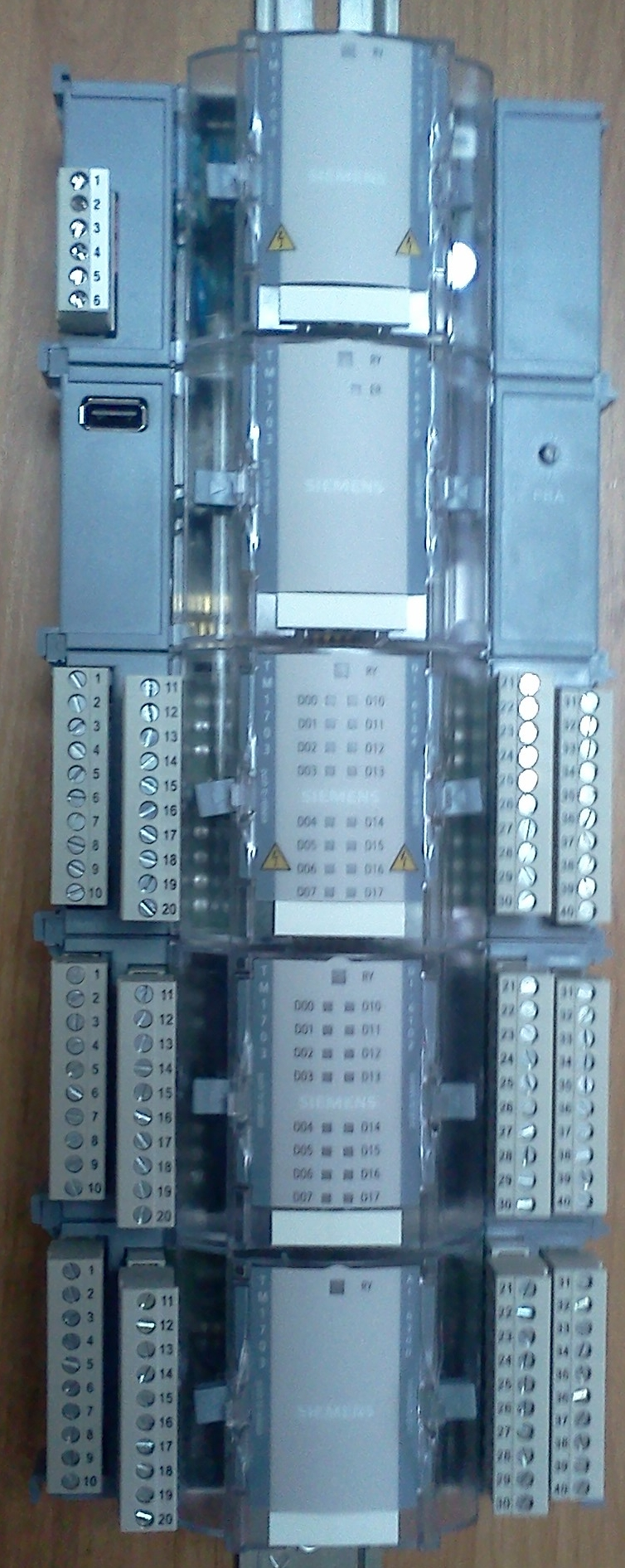
Внешний вид контроллера

SICAM 1703 mic — линейка устройств автоматизации и телеуправления со стандартизированными интерфейсами обмена данными в системах с малыми объёмами передаваемой информации. С одной стороны 1703 mic содержит внутренний программируемый логический контроллер, с другой — необходимая функциональность для обработки сигналов, поступающих от устройств связи с объектом. Линейка устройств телемеханики первоначально являлась разработкой австрийской компании SAT Automation, впоследствии выкуплена департаментом передачи и распределения энергии компании Siemens AG.
Контроллеры SICAM 1703 mic используют модульную конструкцию, что позволяет осуществлять простое расширение системы путём добавления требуемых модулей.

## Типы модулей
Основные типы применяемых модулей:
- Контрольный модуль (CP)- позволяет подключать до 8 модулей ввода-вывода.
- Модуль питания (PS).
- Модули ввода-вывода дискретных и аналоговых сигналов.